# Beloniscops
Genre
Beloniscops est un genre d'opilions laniatores de la famille des Beloniscidae.

## Distribution
Les espèces de ce genre sont endémiques de Sumatra en Indonésie.

## Liste des espèces
Selon World Catalogue of Opiliones (26/06/2021) :
- Beloniscops flavicalcar Roewer, 1949
- Beloniscops latus Roewer, 1949

## Publication originale
- Roewer, 1949 : « Über Phalangodiden I. (Subfam. Phalangodinae, Tricommatinae, Samoinae.) Weitere Weberknechte XIII. » Senckenbergiana, vol. 30, p. 11–61.